# Fiale
 Denne artikel bør gennemlæses af en person med fagkendskab for at sikre den faglige korrekthed.
    Oversættelsen af fagudtrykkene på illustrationen bør kontrolleres

Fiale (gr. fiala, kar, skål) kaldes
med et allerede i middelalderens slutningstid
brugeligt ord de små firkantede eller ottekantede
stentårne, som kroner den gotiske arkitekturs
stræbepiller.
Pinakel (fr. pinacle, lat.
pinnaculum; af pinna, svingfjer, murtinde)
bruges i samme betydning som fiale, der især
anvendes i Tyskland, medens pinacle er fransk-engelsk
sprogbrug.
Fiale består af to dele: forneden
skaftet eller kroppen, hvis sider øverst ender
i smågavle og for øvrigt kan være
gennembrudte som baldakiner eller dekorerede med
stavværk og blindinger; foroven det slanke,
spidse tag, hvis kanter gerne er prydede med
stenblade (tysk: Krabben, Knaggen),
medens der på toppen er anbragt en korsblomst.
Gotikkens dekorative tendenser førte til en
meget udstrakt brug af fialer; på gotiske
brudstensspir kan de gentages i det uendelige, ligesom
de overalt flankerer de prydgavle, hvormed
gotikken smykkede døre og vinduer. Endelig
overførtes de, som så mange andre af stilens
arkitekturformer, til kunsthåndværkets
ornamentik, hvor de i lille format forekommer
overalt i skulptur og i maleri, i træ og i
metal.